# 1737 w polityce
Wydarzenia polityczne w 1737 roku.

## Zmarli
- Wachtang VI, król Gruzji[1].